# Neoempheria dziedzickii
Neoempheria dziedzickii är en tvåvingeart som beskrevs av Coher 1959. Neoempheria dziedzickii ingår i släktet Neoempheria och familjen svampmyggor. Inga underarter finns listade i Catalogue of Life.